# Meta Schütte

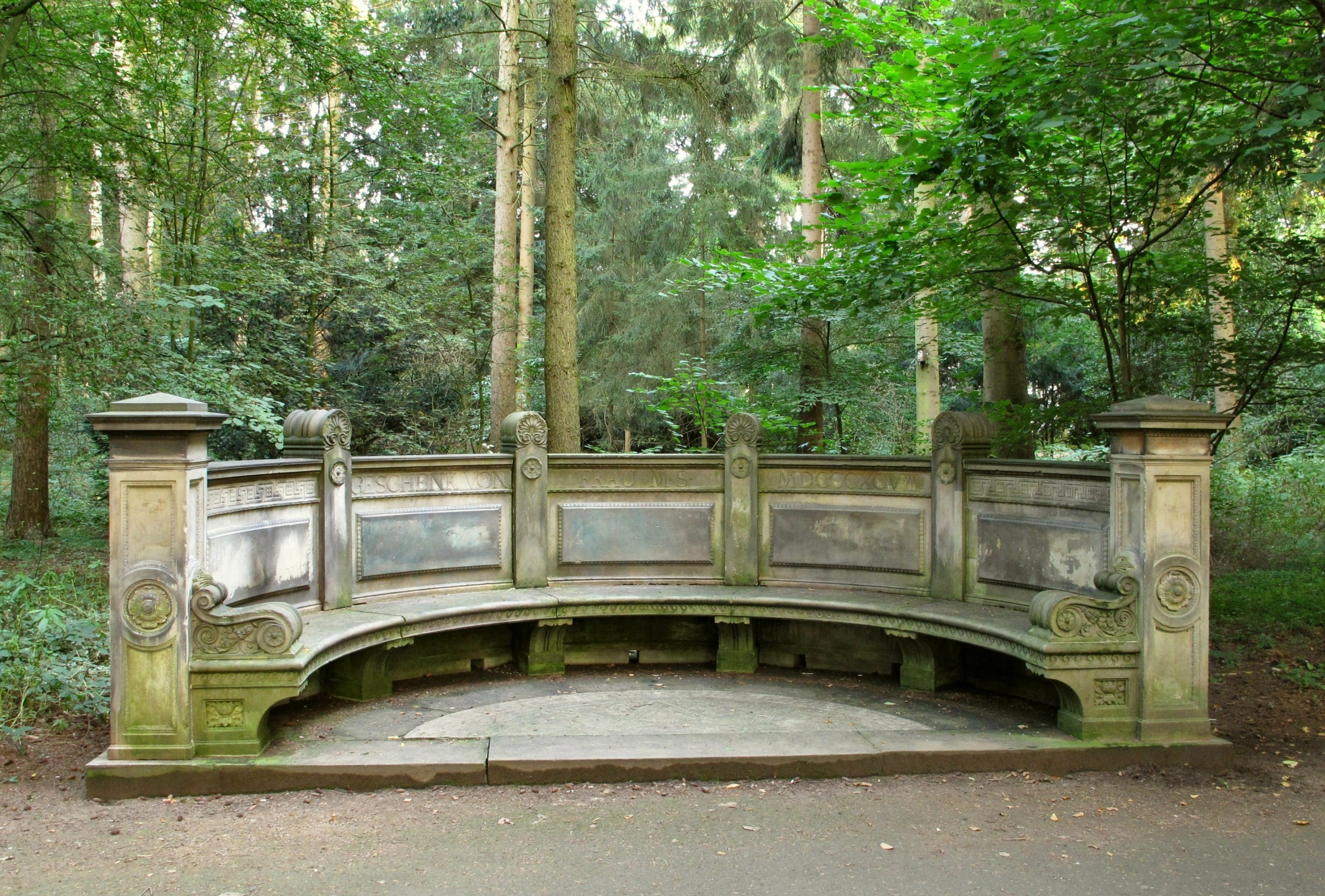
Meta-Schütte-Bank im Bremer Stadtpark

Meta Schütte  (geboren am 1. Juni 1855 in Bremen als Meta Capelle; gestorben am 6. Januar 1931) war eine deutsche Kunstsammlerin und Mäzenin.

## Leben
Meta Schütte kam 1855 als viertes Kind des Bremer Kaufmanns Hermann Friedrich Carl Gustav Capelle und seiner Frau Meta, geborene Klatte, in Bremen zur Welt. Das Paar hatte fünf Kinder. Eine 1853 geborene Schwester, die ebenfalls Meta hieß, starb im Alter von sechs Monaten. Über die schulische Ausbildung und Jugend von Meta Schütte ist nichts bekannt. Sie heiratete 1877 den Witwer Franz Schütte. Er war zuvor bereits mit Anna Wilhelmine Meyer verheiratet, die 1864 nach der Geburt einer Tochter im Kindbett verstarb. Aus der Ehe von Meta und Franz Schütte entstammen sechs Kinder. Die Familie lebte in einem großzügigen Stadthaus in der Bremer Kohlhökerstraße 29, dass 1881–1883 nach Plänen des Architekten Heinrich Müller im Stil der Neorenaissance errichtet wurde (Abriss erfolgte 1973). Franz Schütte war ein bedeutender Bremer Kaufmann und zeitweilig Mitglied der Bremischen Bürgerschaft. Als einer der vermögendsten Bürger der Stadt war er in vielfältiger Weise als Mäzen aktiv und unterstützte beispielsweise die Ausmalung des Bremer Dom und des Künstlervereins in Bremen sowie die Gestaltung des Bremer Bürgerparks. Zudem stifte er das Bismarck-Denkmal am Dom, das Kaiser-Friedrich-Denkmal und die Skulptur Der Rosselenker in den Bremer Wallanlagen.
Meta Schütte stand lange Zeit im Schatten des Wirkens ihres Mannes. Sie trat 1898 öffentlich als Mäzenin in Erscheinung, als sie die Meta-Schütte-Bank im Bremer Stadtpark errichten ließ. Der Entwurf der im Stil des Historismus nach römisch-antikem Vorbild gestalteten halbrunden Sitzbank stammt von August Töpfer. Die steinernen Bank trägt die Inschrift „GESCHENK VON FRAU M⋅S⋅ MDCCCXCVIII“. Die Stifterin trat hierbei offensichtlich hinter ihren Initialen zurück. Ihr Interesse für zeitgenössische Kunst zeigte sich 1904, als sie dem im selben Jahr gegründeten Galerie-Verein der Kunsthalle beitrat. Der Verein diente zur Förderung von Ankäufen moderner Kunst für die Bremer Kunsthalle. Ihr früher Beitritt ist für die Zeit ist umso erstaunlicher, da ihr Mann erst einige Monate später Mitglied in diesem Verein wurde. Die Verbindungen zur Kunsthalle und deren Direktor Gustav Pauli bestanden nicht zuletzt durch den Schwager Carl Schütte, der ab 1905 als Vorsitzender den Bremer Kunstverein leitete und sich maßgeblich für den Erweiterungsbau der Bremer Kunsthalle einsetzte. 1909 gehörte Meta Schütte zu einem Kreis von Kunstfreunden, die aus Anlass von Carl Schüttes 70. Geburtstag Geld zum Erwerb des Gemäldes Bildnis des Dichters Zacharie Astruc von Édouard Manet sammelten. 1915 stiftete sie dem Kunstverein als Träger der Kunsthalle das Gemälde Stehendes Mädchen in Dreiviertelfigur von Max Liebermann.
Zu den wenigen bekannten Kunstwerken im Haus von Meta und Franz Schütte gehören Gemälde von Rudolf Tewes und ein Bildnis Otto Fürst von Bismarck von Franz von Lenbach. Hingegen fehlten vorerst Werke ausländischer Künstler. Nach dem Tod ihres Mannes 1911 verfügte Meta Schütte als Miterbin nunmehr über ein beträchtliches Vermögen. Allein ihr Anteil wurde nach dem Ersten Weltkrieg auf 2,7 Millionen Mark beziffert. Zwischen 1914 und 1918 baute sie eine kleine aber bedeutende Kunstsammlung mit Werken zeitgenössischer deutscher und französischer Künstler auf, wobei sie der neue Direktor der Bremer Kunsthalle, Emil Waldmann, beriet. Zu den werken deutscher Künstler gehörten die Bilder Tal bei Siena (heute Privatbesitz) von Hans Thoma und Klosterhof auf der Fraueninsel im Chiemsee (Kunsthalle Bremen) von Wilhelm Trübner. Andere Arbeiten im Hause Schütte stammten von Künstlern wie Ludwig Cauer, Leopold von Kalckreuth, Max Koner, Carl Johann Lasch, Ludwig Lesker und Artur Volkmann. Über die französischen Gemälde der Sammlung von Meta Schütte berichtete Emil Waldmann bereits 1919 in einem Aufsatz in der Zeitschrift Kunst und Künstler. Hierzu gehörte von Paul Cézanne das Blumenstillleben Tulpen in einer Vase (Norton Simon Museum, Pasadena) und von Claude Monet die Gemälde Jean Monet in seiner Wiege (National Gallery of Art, Washington D.C.), Boote (Kunsthalle Bremen) und Garten mit Stockrosen (Privatbesitz). Ein vormals Alfred Sisley zugeschriebene Flusslandschaft gilt heute als Fälschung; bei einem Feldblumenstrauß ist die Zuschreibung an Pierre-Auguste Renoir fraglich (beide Privatbesitz).
Die Werke der Sammlung von Meta Schütte schmückten üblicherweise die Wände ihres Hauses. Sie lieh jedoch gelegentlich Werke zu Ausstellungen aus. So schickte sie 1917 Thomas Tal bei Siena zu einer Ausstellung ins Kunsthaus Zürich. Auf Vermittlung von Waldmann 1919 zeigte die Kestner Gesellschaft in Hannover neben Werken aus anderem Besitz aus der Sammlung Schütte Cézannes Tulpen in einer Vase und Monets Boote und der Garten mit Stockrosen. 1923 lieh sie zur Jubiläumsausstellung des Bremer Kunstvereins erneut Cézannes Tulpen in einer Vase und darüber hinaus Monets Jean Monet in seiner Wiege, die seinerzeit Sisley zugeschriebene Flusslandschaft, Thomas Tal bei Siena und Trübners Klosterhof auf der Fraueninsel im Chiemsee.
Meta Schütte starb 1931. Ihre Erben stifteten in ihrem Sinn aus dem Nachlass je 80.000 Mark an die Domgemeinde St. Petri, den Bürgerparkverein und die Schillerstiftung für Schülervorstellungen in Bremen und weitere 30.000 Mark an verschiedene Wohltätigkeitsvereine und Stiftungen. Die Kunstsammlung ging an die Erben, die die Werke später teilweise verkauften. Lediglich die Boote von Monet und der Klosterhof auf der Fraueninsel im Chiemsee von Trübner erhielt der Sohn Franz Albrecht Schütte mit der Auflage, diese Werke nach seinem Tod der Bremer Kunsthalle zu überlassen. Beide Werke gehören seit 1976 als Vermächtnis Meta Schütte zur Sammlung der Bremer Kunsthalle. Der Kunsthistoriker Josef Kern bezeichnete 1989 Meta Schütte als einzige Frau im wilhelminischen Deutschland, die eine Sammlung mit Werken des französischen Impressionismus besaß. Diese Feststellung trifft zwar nicht ganz zu, da beispielsweise Margarete Oppenheim und Marie-Anne von Goldschmidt-Rothschild in Berlin und Antonie Albert in Wiesbaden ähnliche Sammlungen im Kaiserreich zusammentrugen, unterstreicht aber Meta Schüttes herausragenden Sammlerpersönlichkeit. 2023 rückte die Ausstellung Geburtstagsgäste – Monet bis van Gogh: Gustav Pauli und der Kampf um die Moderne in der Bremer Kunsthalle neben dem Wirken von Direktor Gustav Pauli auch die Bedeutung der Bremer Privatsammler um 1900 in den Mittelpunkt. Hierbei wurde auch das Wirken von Meta Schütte als frühe Sammlerin moderner Kunst in Deutschland vorgestellt.

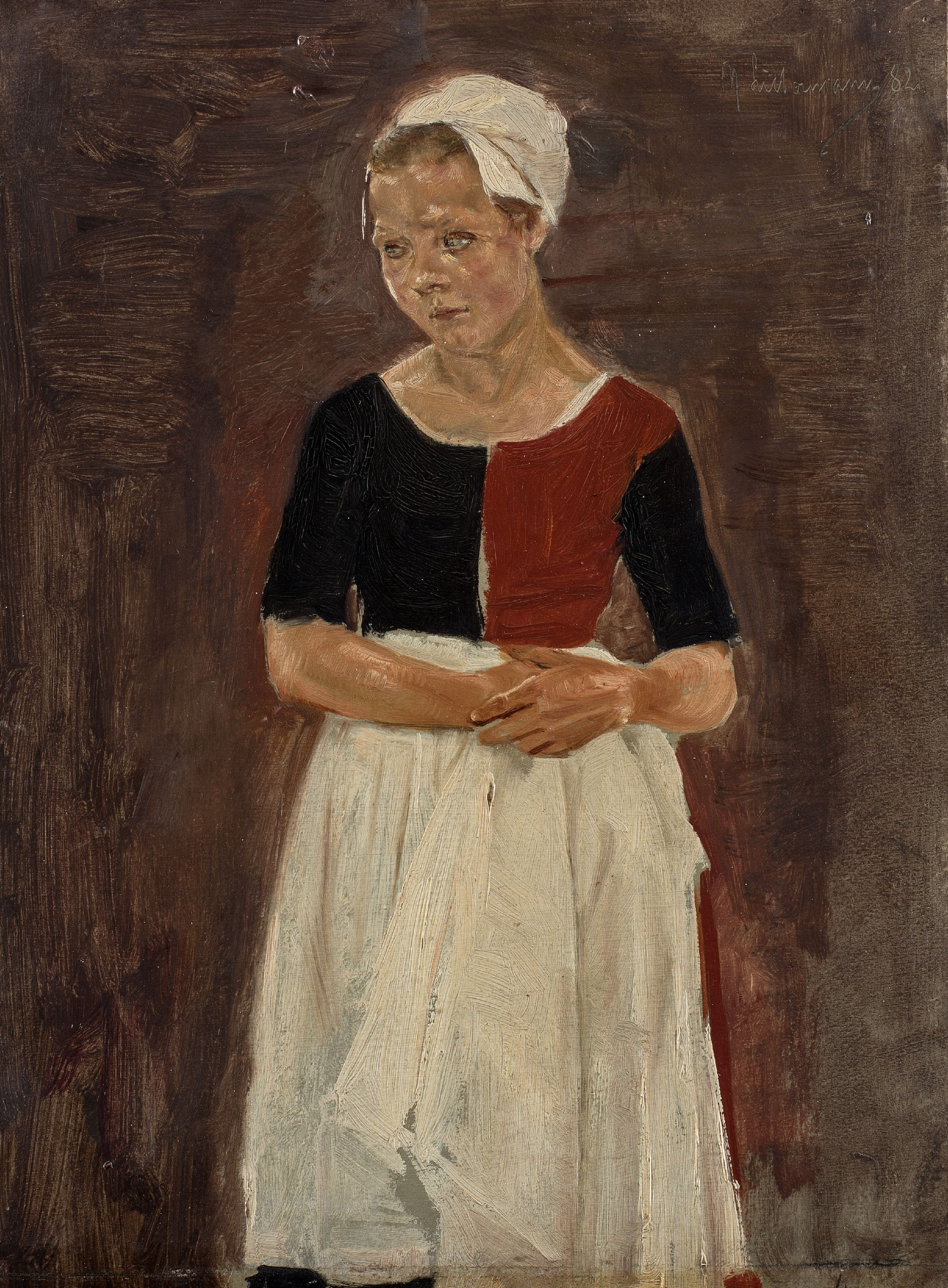
Max Liebermann: Stehendes Mädchen in Dreiviertelfigur
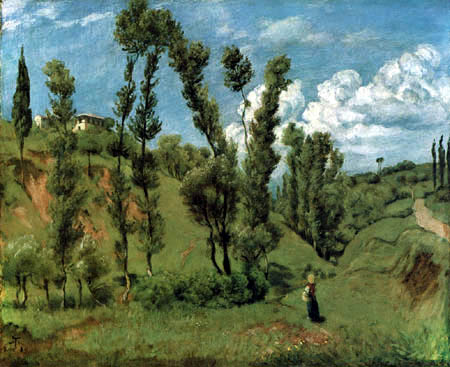
Hans Thoma: Tal bei Siena
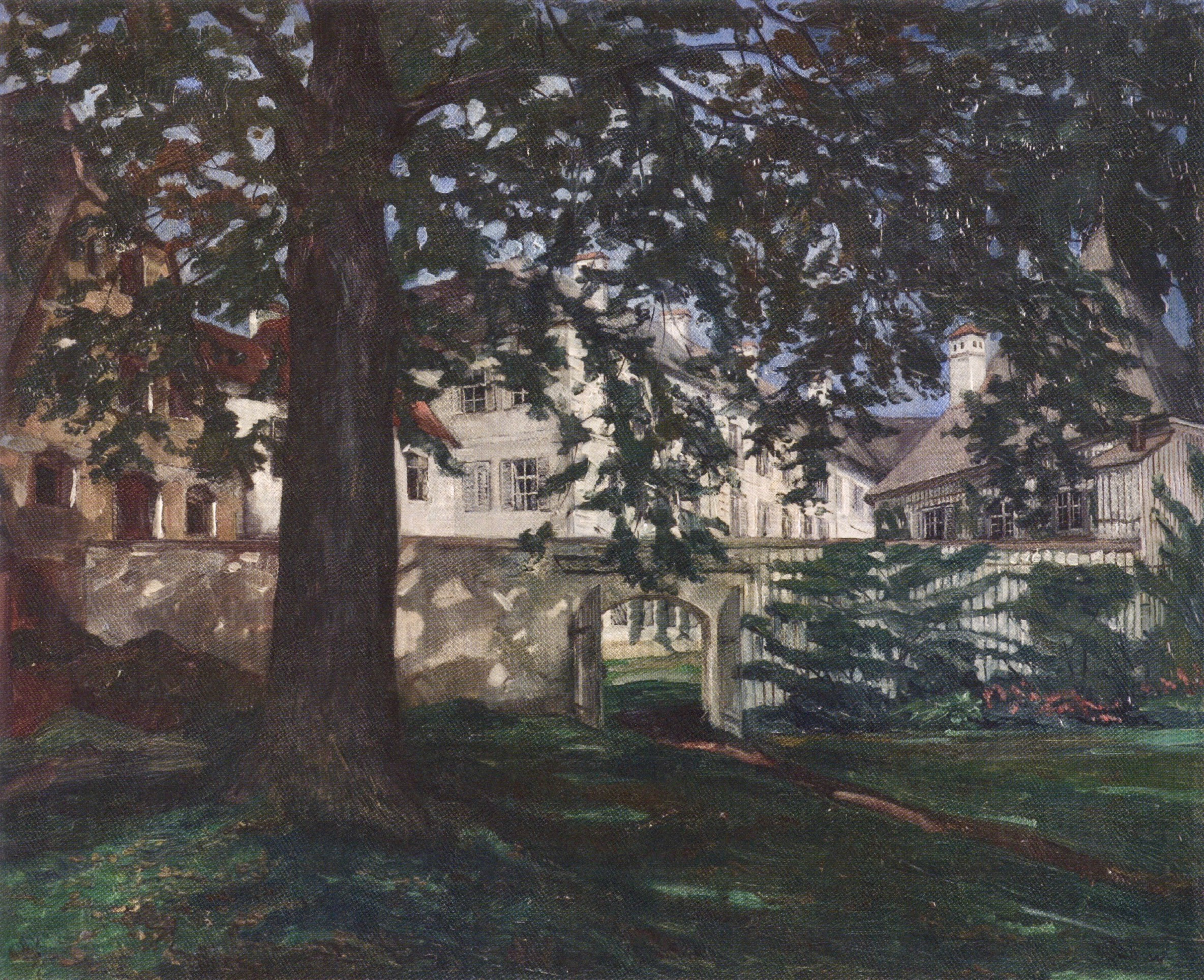
Wilhelm Trübner: Klosterhof auf der Fraueninsel im Chiemsee
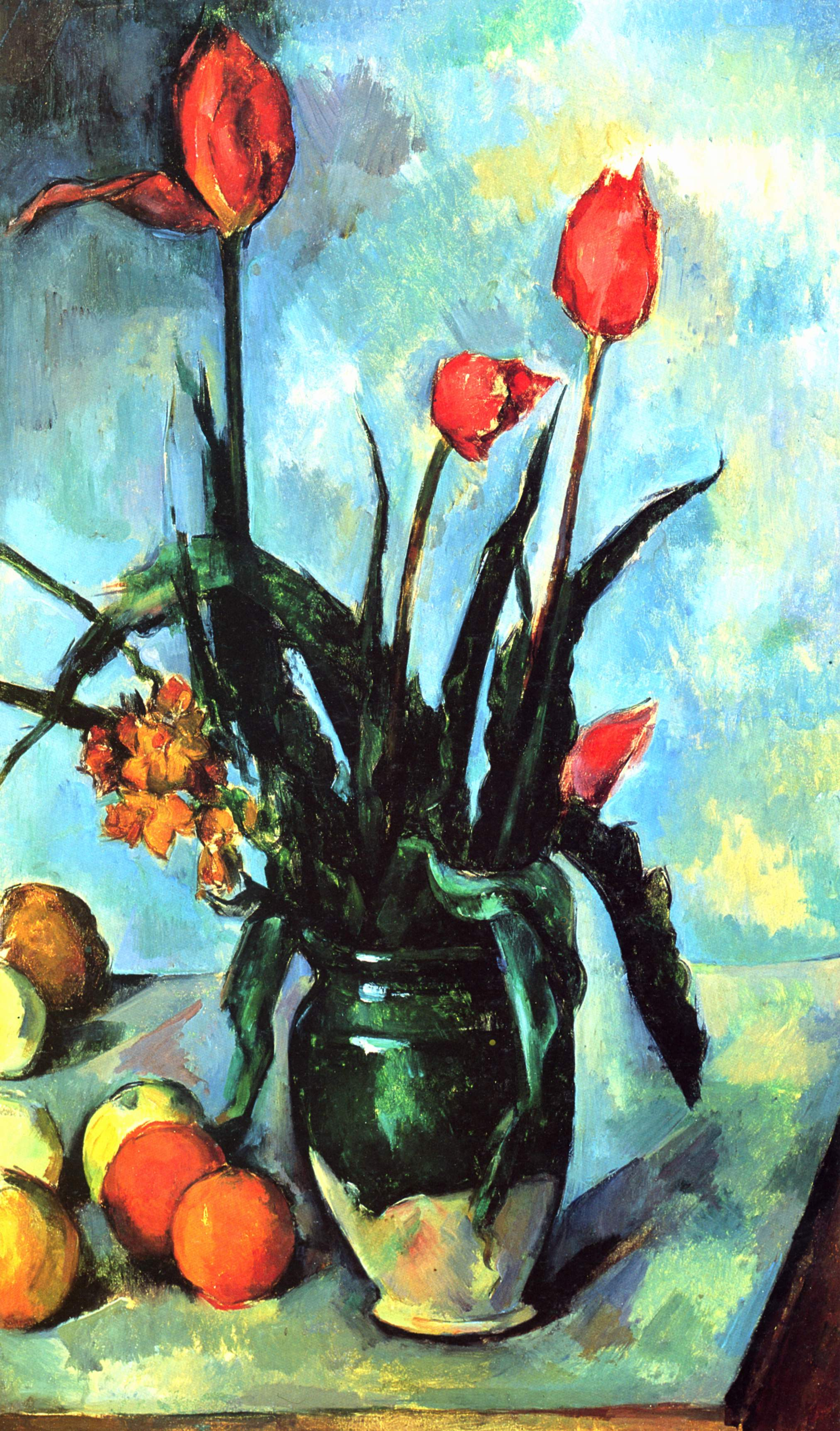
Paul Cézanne: Tulpen in einer Vase
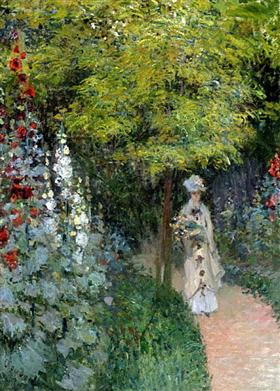
Claude Monet: Garten mit Stockrosen
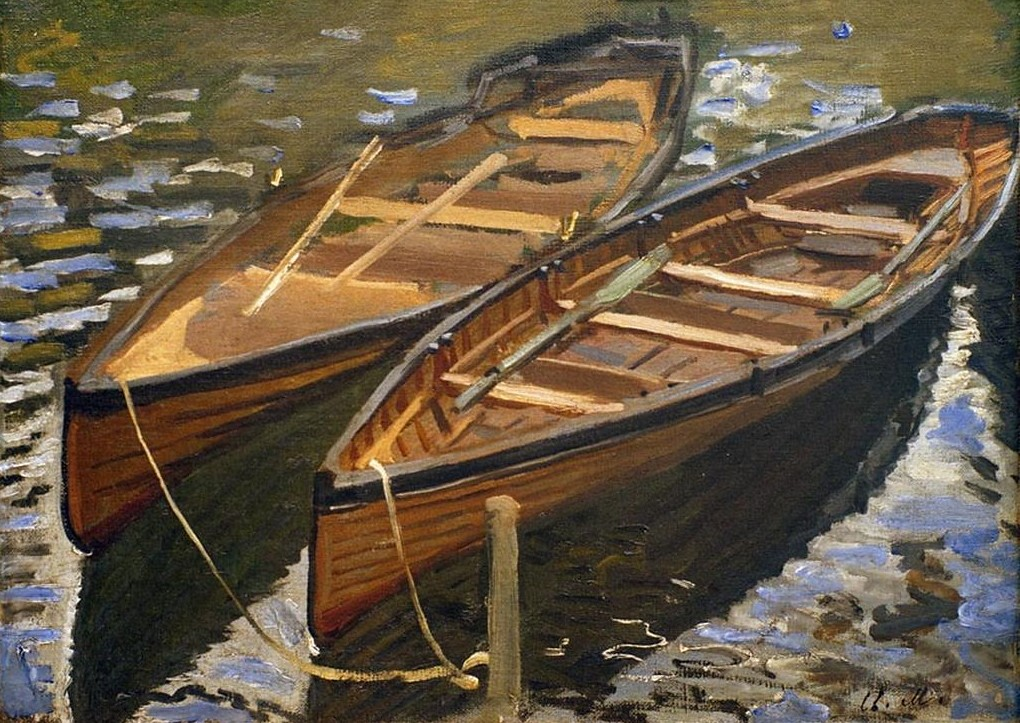
Claude Monet: Boote
Claude Monet: Jean Monet in seiner Wiege